# Gradius 2
Ne pas confondre avec Gradius II: Gofer no Yabou sorti sur borne d'arcade en 1988.
Gradius 2, nommé Nemesis 2 en Europe, est un jeu vidéo de type shoot them up développé et édité par la société japonaise, Konami en 1987 sur MSX. Il s'agit de la suite de Gradius (ou Nemesis en Europe).
La cartouche de jeu pour MSX à la particularité d'intégrer un processeur sonore amélioré appelé Konami SCC (pour Stream Sound Custom Chip) réalisé par Yamaha, que l'on retrouve dans différentes cartouches de Konami.